# Kamimuria trapezoidea
Kamimuria trapezoidea és una espècie d'insecte pertanyent a la família dels pèrlids que es troba a Àsia: la Xina.